# Glodu (Leordeni), Argeș
Glodu este un sat în comuna Leordeni din județul Argeș, Muntenia, România.